# Palazzo Chigi-Saracini
Palazzo Chigi-Saracini-Lucherini si trova a Siena, in via di Città. Si tratta di uno dei più prestigiosi palazzi nobiliari cittadini, che oggi ospita una pregevole raccolta d'arte privata e la prestigiosa Accademia Musicale Chigiana.

## Storia
Il nucleo più antico del palazzo, noto come "palazzo Marescotti", apparteneva alla famiglia Marescotti, ghibellina, e risale al XII secolo. Progressivamente l'edificio andò ingrandendosi inglobando altri edifici adiacenti. Entro la prima metà del Trecento, all'apice della fortuna economica e sociale cittadina, l'edificio aveva raggiunto le dimensioni attuali. Tra il Due e Trecento ospitò anche il consiglio dei Reggitori della Repubblica.
Nel XVI secolo, fu acquistato dalla famiglia Piccolomini del Mandolo, che lo ampliò, donandogli un aspetto rinascimentale con la realizzazione di decorazioni raffaellesche nel loggiato esterno e dopo il 1770 la famiglia Saracini allungò la facciata mantenendo lo stile trecentesco, aggiungendo anche la fila di trifore fino al vicolo di Tone. Il palazzo, per testamento di Alessandro Saracini, nel 1877 passò a Fabio Chigi che assunse il cognome Chigi Saracini e lo lasciò al nipote Guido Chigi Saracini Lucherini. Nel 1932 vi fu istituita l'Accademia Musicale Chigiana dal conte Guido Chigi-Saracini, diventata nel 1958 Fondazione Accademia Musicale Chigiana, oggi è diventata una scuola di alto perfezionamento musicale.
La famiglia Chigi-Saracini  -Lucherini vi abitò fino al 1965.

## Descrizione

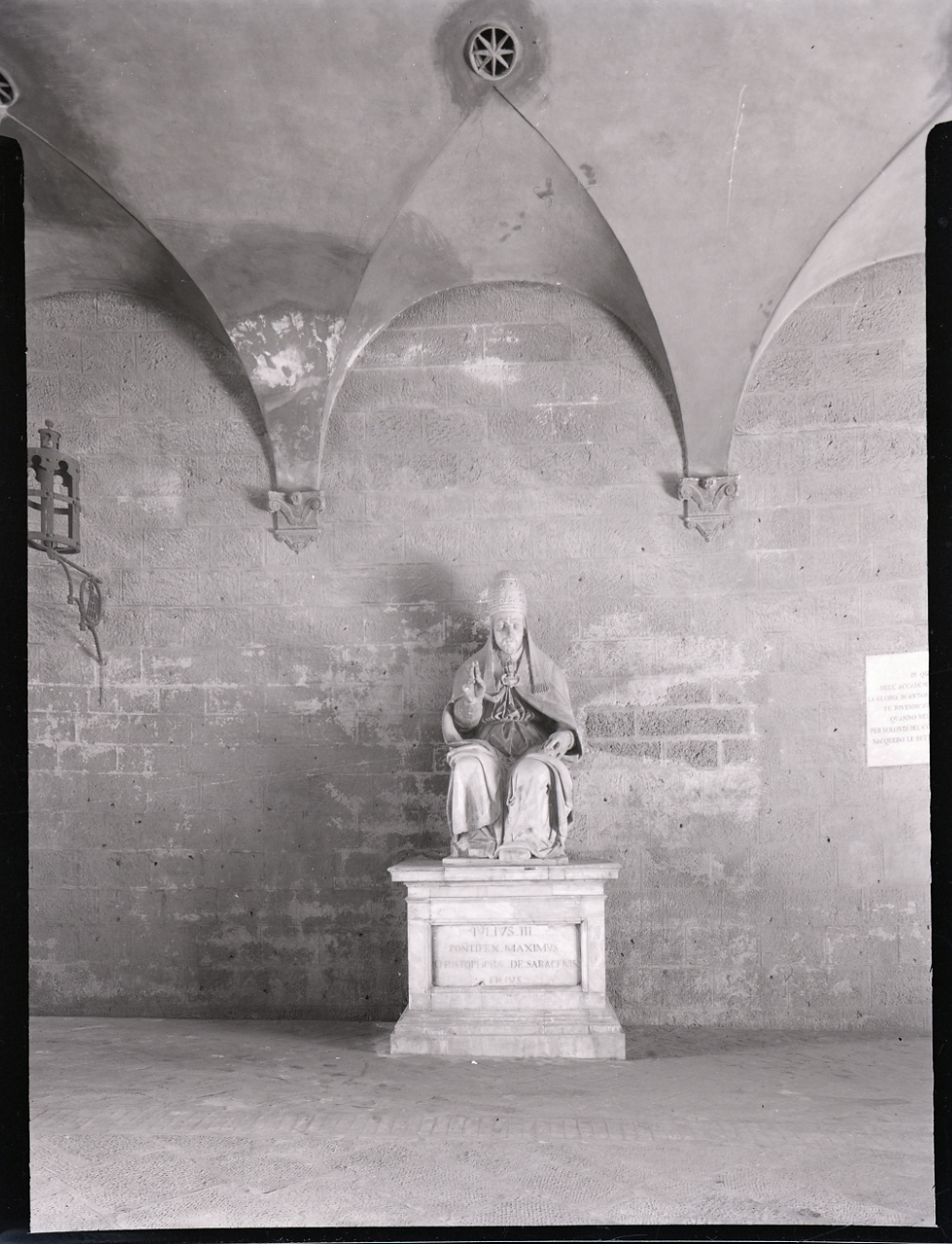
Atrio del palazzo con la statua di papa Giulio III di Fulvio Signorini, in una foto di Paolo Monti del 1965.

La torre medievale appartenente ai Marescotti venne ampliata durante il XVI secolo grazie alla committenza dei Piccolomini del Mandolo
L'atrio ospita una statua di papa Giulio III, opera di Fulvio Signorini del 1609, mentre il cortile è porticato su un lato, con le volte ornate da affreschi raffiguranti grottesche opera di Giorgio di Giovanni.
L'appartamento del primo piano venne in parte adattato nel 1922 da Arturo Viligiardiche progettò il Salone dei Concerti, dal sobrio gusto settecentesco "ante litteram", con un affresco nella volta di Arturo Viligiardi.

### La Galleria Chigi-Saracini-Lucherini

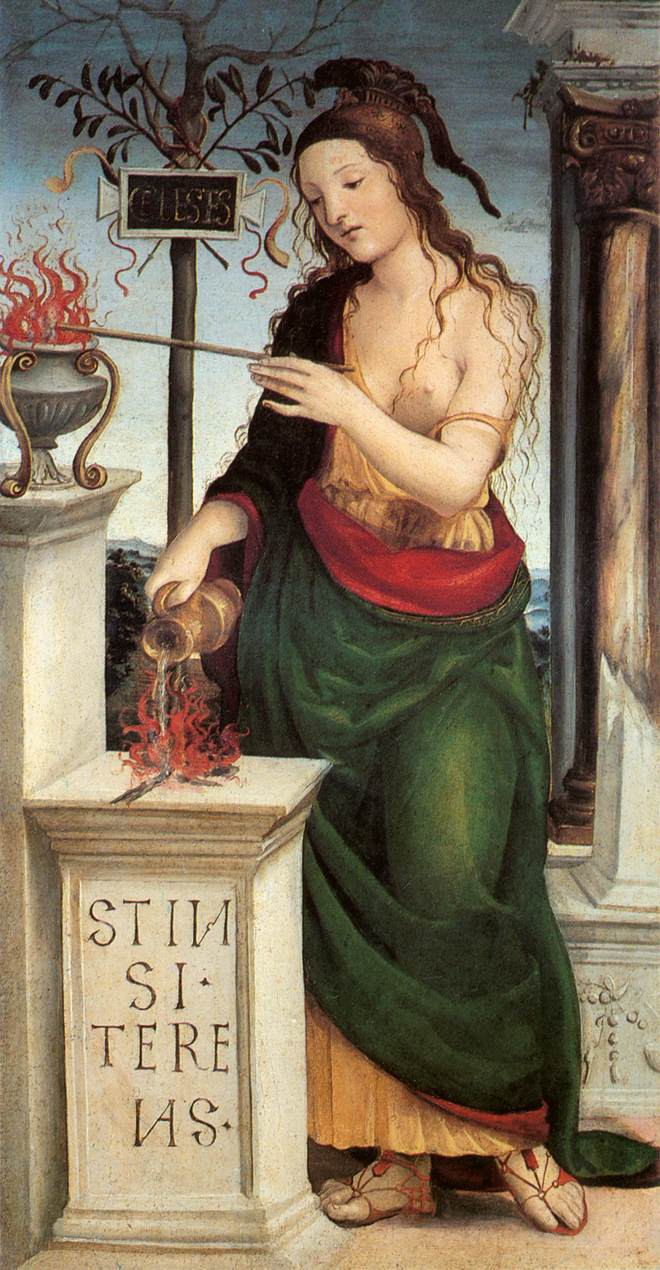
Sodoma, Allegoria dell'Amore celeste

La galleria conserva importanti opere di arte senese dal Duecento al Novecento tra cui: una Madonna del primo Duecento del Maestro di Tressa, un'L'adorazione dei magi e dei frammenti di una Croce dipinta del Sassetta, un piccolo trittico a sportelli del Maestro dell'Osservanza, un polittico di Sano di Pietro, una Madonna e due angeli attribuita a Matteo di Giovanni, la Madonna con due sante di Neroccio, varie tavole attribuite al Sodoma e alla sua scuola, un Cristo risorto, una Pietà del Riccio, due tondi, un San Sebastiano e un altarolo di Andrea del Brescianino, lo Sposalizio mistico di santa Caterina da Siena e altri lavori del Beccafumi.
Tra le pitture non senesi si distinguono una Croce del duecento aretino, due Madonne con santi e un'Annunciazione di Mariotto di Nardo (attr.), un tondo della scuola di Botticelli, uno di Biagio d'Antonio, due Autoritratto di Salvator Rosa, i bozzetti del grande affresco con la Piscina probatica di Sebastiano Conca nella chiesa della Santissima Annunziata in Santa Maria della Scala.
Tra le sculture la Discordia in stucco di Francesco di Giorgio, il rilievo della Madonna col Bambino in marmo di un'artista vicino a Donatello), il bozzetto in terracotta del San Girolamo della Cappella del Voto in Duomo, di Gian Lorenzo Bernini, oltre ad alcune opere di Giuseppe Mazzuoli.
Tra le maioliche, piatti del senese Ferdinando Maria Campani (1702-1771), con decori tardo barocchi ispirati a Raffaello.